# Sarah Wilkes
Sarah Wilkes (Toronto, 4 de agosto de 1990) es una deportista canadiense que compite en curling.
Ganó dos medallas de oro en el Campeonato Mundial de Curling, en los años 2024 y 2025, y una medalla de oro en el Campeonato Pan Continental de Curling Femenino de 2024.

## Palmarés internacional
| Campeonato Mundial         | Campeonato Mundial        | Campeonato Mundial | Campeonato Mundial |
| Año                        | Lugar                     | Medalla            | Prueba             |
| -------------------------- | ------------------------- | ------------------ | ------------------ |
| 2024                       | Sydney (Canadá)           | Medalla de oro     | Equipo             |
| 2025                       | Uijeongbu (Corea del Sur) | Medalla de oro     | Equipo             |
| Campeonato Pan Continental |                           |                    |                    |
| Año                        | Lugar                     | Medalla            | Prueba             |
| 2024                       | Lacombe (Canadá)          | Medalla de oro     | Equipo             |